# IC 693
IC 693 ist eine Spiralgalaxie vom Hubble-Typ Sab im Sternbild Löwe auf der Ekliptik. Sie ist schätzungsweise 466 Millionen Lichtjahre von der Milchstraße entfernt.
Das Objekt wurde am 18. April 1893 von dem französischen Astronomen Stéphane Javelle entdeckt.